# وین-ل-پروت
وین-ل-پروت (به فرانسوی: Villaines-les-Prévôtes) یک کمون در فرانسه با جمعیت ۱۳۷ نفر است که در Canton of Montbard واقع شده‌است.